# Tabl
El Tabl, (en árabe:طبل ), también llamado Davul , Tapan, Tupan ó Atabal, es un gran tambor de doble parche que se ejecuta con dos varas de madera. Su nombre varia según el país y la región. Estos tambores se utilizan comúnmente en la música folclórica de Medio Oriente, norte de África y la Península balcánica. El mismo se caracteriza por poseer dos sonidos. Un sonido grave y profundo, y otro agudo y armónico debido a su construcción y estilo de ejecución, en donde se utilizan diferentes cueros para cada parche y varas de variados grosores para obtener las tonalidades graves y agudas en el mismo tambor.

## Nombres
Algunos nombres del Tabl por región incluyen:
- Tupan ( Región Gora : Tupan )
- Dahol ( kurdo : dahol , kurdo del sur : Dîweł )
- Davul (en turco : davul , que literalmente significa "tambor")
- Davil ( tamil : davil)
- Dvul ( Sinhl )
- Daul , tǎpan , tupan ( búlgaro : тъпан, тупан )
- Goč (goch) ( serbio : гоч )
- Tapan (Macedonian: тапан)
- Tobă / Doba ( rumano : Tobă )
- Tabl ( árabe : طبل ,tabl o tabl baladi )
- Cool ( hebreo : tof תוף)
- Daouli ( griego : νταούλι ), que literalmente significa "tambor"
- Lodra,Tupana , tambor ( albanés : lodra )
- Dohol ( persa : دهل duhul / dohol )
- Doli ( georgiano : დოლი dol )
- Dhol ( armenio : դհոլ dhol )
- Dawola / davola ( siríaco : ̣ܛܲܒܼܠܵʾ )
- Tambor Moldavo (Hungría: Tambor Moldavo )
- Dawula (tambor antiguo de Sri Lanka)

Otros nombres griegos para este tambor incluyen: Davouli, Argano, Toskani, Tsokani, Toubi, Toubaki, Kiossi, Tavouli, Pavouli, Toubano y Toubaneli. Además, otros nombres para el daouli, dependiendo del área, incluyen toumpano, tymbano o toumbi, que provienen de la antigua palabra griega tympano; esta palabra cabe destacar que también existe en inglés en la palabra "tympani" para llamar así a la sección de Timbales en la orquesta clásica occidental y también para la membrana timpánica del oído humano.

## Usos tradicionales según la región

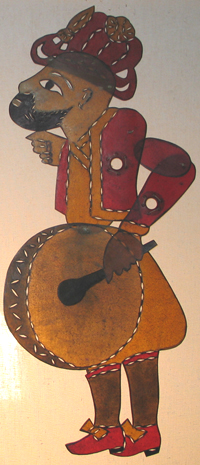
Davul en teatro de marionetas de Karagöz.

En el sur de los Balcanes, el ritmo del "tapan" es complejo y utiliza muchos acentos en numerosos compases de tiempo tradicionales. En Macedonia, los "tapanes" se usan con mayor frecuencia para acompañar otros instrumentos como el "zurla" y la "gaida" , mientras que en Bulgaria generalmente acompañan a la gaida y al "gadulka". También se lo suele ejecutar en solitario en algunas danzas y canciones populares albanesas, búlgaras y macedonias. Durante siglos, el tapan es insustituible en las festividades de las aldeas búlgaras, como bodas y celebraciones de santos patronos de hogares y aldeas. En Rumanía y Moldavia, la "toba" a veces se usa para acompañar bailes. En las regiones de Moldavia, Maramures y Bihor también hay algunas variedades con un pequeño platillo montado en la parte superior del tambor. En general, se golpean con un mazo de madera en uno de los cueros y con una vara delgada en el borde o sobre el platillo.
En Turquía, Azerbaiyán y Armenia, el davul se ejecuta comúnmente con el zurna , aunque también se puede anexar con otros instrumentos y en conjuntos musicales. También se ha utilizado tradicionalmente para la comunicación entre aldeas y para la música jenízara. En Irak, Siria, Líbano, Jordania y Palestina, se lo utiliza principalmente para la danza popular folclórica llamada Dabke, las cuales son en su mayoría acompañadas por el Mizmar o Arghul, ambos instrumentos de viento. En Egipto se utiliza el "Tabl Baladi" junto con el Mizmar, Rebab (Antecesor del violín) y el Derbake para acompañar la danza folclórica llamada "Saidi" o para acompañar en la práctica del esgrima con varas Egipcio llamado Tahtib. 
En Armenia, el dhol no tiene una circunferencia tan grande y generalmente se toca con las manos, aunque también se usa un baqueta de madera con forma de cuchara. Se escucha con frecuencia en tanto en la música popular armenia folclórica como así también en la música moderna, incluso teniendo solos en muchas canciones destacadas.

## Construcción
El cuerpo del tambor está hecho de madera dura, en algunos casos de nogal o castaño, aunque en general se utilizan las maderas disponibles en cada región. Para construir el cuerpo del Tabl, la madera se ablanda hirviéndola en agua para su doblado, luego se le da forma cilíndrica y se sujeta en sus extremos formando un aro. Los parches son generalmente de piel de cabra, y tienen forma circular adheridos sobre un marco de madera. Sin embargo, uno de los parches puede ser de piel de cabra para obtener un tono más alto, mientras que el otro parche puede ser de piel de oveja, piel de becerro o incluso piel de burro para proporcionar un tono más bajo. Ambos parches se sujetan y tensan sobre el cuerpo del tambor con cuerdas en forma de zigzag manteniendo los parches en su lugar además de poder ajustarlos dándole la tensión necesaria para buscar su afinación. Sobre el cuerpo se le sujetan una soga que permite colgar el tambor sobre los hombros del ejecutante.
En las antiguas repúblicas yugoslavas y Bulgaria, el tapan está hecho en dos dimensiones, búlgara : golem , de unos 50 a 55 cm de diámetro, y búlgara : tapanche, de unos 30 a 35 cm de diámetro.
En Turquía, los davuls generalmente varían en tamaño de 60 cm a 90 cm de diámetro. Se utiliza cuero de vaca se para el lado del parche en donde se ejecuta el golpe grave del bombo, mientras que en el parche que brinda el sonido agudo se utiliza cuero de cabra delgado para destacar los armónicos.
En Grecia, el daouli puede ser de 30 a 40 centímetros para el toumbi, de hasta 90 a 120 centímetros para el daouli. Comúnmente, el tambor mide entre 50 y 60 centímetros.

## Ejecución del instrumento

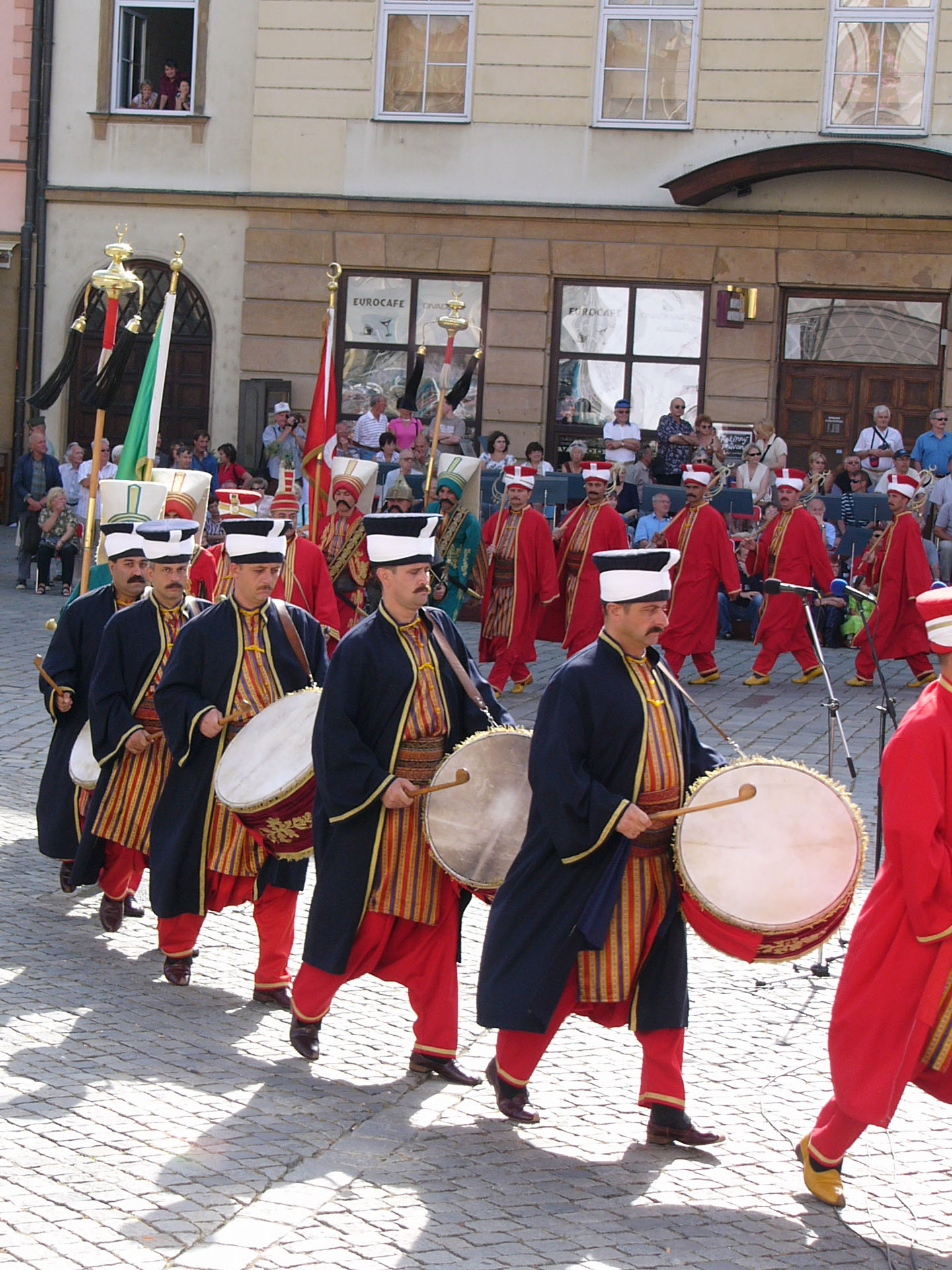
Banda Turca marchando con Davul

Los músicos utilizan una cuerda enganchada al tambor para sostenerlo lateralmente, de modo que un parche sea accesible con la mano izquierda y otra con la derecha. Cada mano generalmente se dedica a tocar un lado del tambor exclusivamente, aunque esto puede variar según el estilo y la tradición local.
Los ejecutores de este tambor generalmente usan dos tipos de palos o varas. El músico toca los ritmos acentuados con la mano dominante en el costado del tambor con la piel más gruesa y de sonido grave, usando un palo especial a modo de mazo conocido de acuerdo a la región como: búlgaro : kukuda o ukanj , turco : tokmak o griego : daouloxylo (daouli stick). Este mazo es un palo grueso con forma de tubo de aproximadamente 40 cm de largo, que a menudo se hace con madera de nogal. El grosor del mazo junto con el del cuero del tambor le dan a los ritmos acentuados un sonido bajo y completo. A veces, el parche tocado con el mazo grueso también se silencia con un paño para mejorar la nota baja fundamental del tambor. Los golpes sin acento son tocados por la mano no dominante en el lado del tambor que tiene el cuero delgado, usando una vara delgada que según la región se llama: búlgaro : pracka , turco : çubuk o griego : daouloverg. [2] Esta vara delgada a menudo están hechas de madera blanda como el sauce.
En los balcánes al tocar el tapan se busca destacar más los golpes agudos de la mano no dominante que maneja la vara delgada sobre los acentos de la mano dominante logrando un ritmo más expresivo.
Contrario en la música árabe se busca al ejecutar el Tabl destacar los acentos del golpe grave sobre los agudos además de alternar con golpes de la mano dominante sobre el cuerpo del tambor en busca de otras tonalidades para realizar marcaciones.